# 싱안총성
싱안총성(중국어 간체자: 兴安总省, 정체자: 興安總省, 병음: Xīng'ān, 한국어: 흥안총성)은 만주국의 성이다. 약칭은 싱(興)이다. 중국 동북부의 북서 지역에 위치하였다.

## 역사
1932년(대동 원년) 3월 9일 《싱안성을 3개 성으로 분할하는 내용에 관한 건(興安省分設三分省之件)》에 따라 싱안성(興安省, 흥안성), 싱안둥분성(興安東分省, 흥안동분성), 싱안난분성(興安南分省, 흥안남분성), 싱안베이분성(興安北分省, 흥안북분성)이 신설되었다. 다른 성과는 달리 싱안성에는 성공서(省公署)가 설치되지 않았으며 만주국 국무원 싱안국(興安局, 흥안국)이 행정 관리를 맡았다. 1932년 8월 3일 싱안국이 싱안총서(興安總署, 흥안총서)로 개편되었다.
1934년(강덕 원년) 12월 1일을 기해 싱안총서가 폐지되면서 싱안 총서가 관할하던 3개 분성이 성으로 승격되었다. 1944년(강덕 10년) 10월 1일 싱안 4개 성(싱안성(興安省, 흥안성), 싱안둥성(興安東省, 흥안동성), 싱안난성(興安南省, 흥안남성), 싱안베이성(興安北省, 흥안북성))이 싱안총성으로 합병되었다. 싱안총성은 싱안베이성(興安北省, 흥안북성), 싱시 지구(興西地區, 흥서 지구), 싱중 지구(興中地區, 흥중지구), 싱난 지구(興南地區, 흥남지구), 싱시 지구(興西地區, 흥서지구)를 두고 있었다.

## 같이 보기
- 만주국의 행정 구역